# Unione Sportiva Russi
L'Unione Sportiva Russi è una società calcistica con sede a Russi in provincia di Ravenna.
Attualmente milita nel girone B dell'Eccellenza Emilia-Romagna, quinto livello del campionato italiano di calcio.

## Storia
Dalla fondazione a gli anni quaranta
L’unione Sportiva Russi nasce ufficialmente il 10 maggio 1925, con presidente Enrico Babini, affiancato da Marco Babini, Francesco Babini, Luigi Pezzi, ed Ermanno Ferretti.
Il primo torneo ufficiale disputato dal Russi fu la Coppa Gallanti nell’annata 1925/1926.
Il primo campionato a cui partecipò il Russi fu la Quarta Divisione nella stagione 1925-1926
Dalla stagione 1931-1932 partecipa alla Prima Divisione (III livello del calcio italiano) fino al termine della stagione 1934-1935 in cui retrocede nella nuova Prima Divisione (IV livello del calcio italiano italiano). In Prima Divisione resta dalla stagione 1935-1936 fino alla stagione 1937-1938.
Nel Settembre del 1938 non si iscrive a nessun campionato
Dal dopoguerra a gli anni settanta
Nel settembre del 1945 riprende l’attività affilandosi alla FIGC come Unione Sportiva Russi.
Nella stagione 1945-1946 partecipa alla Prima Divisione (IV livello del calcio italiano). Nella stagione 1946-1947 arriva 2º nel girone  D della Prima Divisione, perde gli spareggi fra le seconde, ma viene ripescato in Serie C (III livello) in seguito della rinuncia della Baricellese. Al termine della stagione 1947-1948 dopo un solo anno in Serie C retrocede in Promozione Interregionale (IV livello). Alla Promozione Interregionale partecipa dalla stagione 1948-1949, fino alla stagione 1951-1952 in cui retrocede in Promozione. Dalla stagione 1952-1953 alla stagione 1968-1969  partecipa al V livello del calcio italiano, che in quegli anni prende vari nomi: Promozione (1952-1957), Campionato Dilettanti (1957-1959), Prima Categoria (1959-1970). Al termine della stagione 1968-1969 retrocede in Seconda Categoria (VI livello). Nella stagione 1970-1971 arriva 1º nel A della Prima Categoria e viene promosso in Promozione (V livello). Nella stagione 1973-1974 arriva 1º nel girone A della Promozione e viene promosso in Serie D.
Un ventennio in Serie D
Nella stagione 1974-1975 disputa per la prima volta il campionato di Serie D, nella stagione 1990-1991 arriva 1º nel girone D della Serie D, ma non viene promosso perché perde nello spareggio con la Pistoiese. Al termine della stagione 1993-1994, dopo 19 anni consecutivi passati in Serie D retrocede in Eccellenza.
Pochi anni tra Eccellenza e Serie D
Dopo solo un anno in Eccellenza, al termine della stagione 1994-1995 viene promosso nuovamente in Serie D. Nella stagione 1996-1997 retrocede in nuovamente Eccellenza, solo un anno dopo al termine della stagione 1997-1998 arriva 1º nel girone B dell’Eccellenza e viene promosso in Serie D.
La storica promozione in Serie C2
Nella stagione 1999-2000 arriva 1º nel girone D della Serie D, e viene promosso in Serie C2. Alla fine della stagione 2000-2001 perde i play-out contro il Viareggio e dopo solo una stagione fra i professionisti torna in Serie D.
Un decennio di Serie D
Dalla stagione 2001-2002 partecipa alla Serie D, nel corso della stagione 2008-2009 arriva la retrocessione in Eccellenza, dopo aver perso i play-out contro la Castellana. Tuttavia nel corso dell'estate la società viene riammessa nel campionato di Serie D. Fino alla stagione 2010-2011 partecipa al campionato di Serie D, rimanendoci per 9 stagioni consecutive.
In questi anni vince 4 Coppe Disciplina in Serie D, nelle stagioni 2003-2004, 2004-2005, 2006-2007 e 2008-2009, primeggiando nell'intera graduatoria nazionale. La vittoria nella stagione 2004-05 avrebbe dato diritto al Russi di giocare un'amichevole con la Nazionale italiana in preparazione al Campionato mondiale del 2006, tuttavia tale amichevole non fu disputata: ne nacque una diatriba che si è risolta solo quattro anni, dopo con l'inserimento di una partita amichevole durante il ritiro della Nazionale al Sestriere in preparazione del Mondiale del 2010.
Più di un decennio tra Eccellenza e Promozione
Al termine della stagione 2010-2011 retrocede in Eccellenza, dove resta fino alla stagione 2013-2014 al termine della quale Perde i play-out contro la Copparese e retrocede in Promozione. In Promozione resta fino alla stagione 2016-2017 al termine della quale vince i play-off contro il Cattolica e viene promosso in Eccellenza, dopo un solo anno alla fine della stagione 2017-2018 retrocede nuovamente in Promozione. Nella stagione 2019-2020 arriva 1º nel girone D della Promozione e viene promosso in Eccellenza. Dalla stagione 2020-2021 partecipa al campionato di Eccellenza.

## Palmarès

### Competizioni interregionali
- Serie D: 1  1999-2000 (girone D) (V livello calcio italiano)
- Interregionale: 1 1990-1991 (girone D) (V livello calcio italiano)

### Competizioni regionali
- Eccellenza: 1

1997-1998 (girone B) (VI livello calcio italiano)
- Promozione: 2

1973-1974 (girone A) (V livello calcio italiano)
2019-2020 (girone D) (VI livello calcio italiano)
- Prima Categoria: 1

1970-1971 (girone A) (VI livello calcio italiano)